# Kevin's Noodle House
Kevin's Noodle House es un álbum del guitarrista Buckethead junto al baterista Brian Mantia. El álbum fue lanzado el 30 de octubre de 2007 junto con los álbumes Decoding the Tomb of Bansheebot y Cyborg Slunks.

## Canciones
1. "Used Banana Box" – 4:43
2. "Leg Warmer" – 3:04
3. "BH Lounge" – 5:12
4. "Thin Crust" – 4:27
5. "Who Flung Dung" – 3:00
6. "Quad Compressor" – 4:43
7. "Barnard 72" – 4:50
8. "Dogen's Quest" – 8:36
9. "First Steps" – 4:04